# Libyella cyrenaica
Libyella es un género de plantas herbáceas perteneciente a la familia de las poáceas. Su única especie: Libyella cyrenaica, es originaria de Libia y Marruecos.

## Descripción
Es una pequeña planta anual; cespitosa, con culmos de 2-5 cm de alto, (los entrenudos reducidos); herbácea. Hojas en su mayoría basales; con los márgenes  no auriculados. Las láminas lineares a linear-lanceoladas, estrechas; de 0,4-1 mm de ancho, dobladas, sin nervadura transversal. La lígula persistente (su margen connado); una membrana; no truncada de 0,5-1 mm de largo. Contra-lígula ausente. Plantas bisexual, con espiguillas bisexuales; con flores hermafroditas. Las espiguillas sexualmente con formas distintas en la misma planta; hermafroditas y solo femeninas, o hermafroditas, solo femeninas, y solo masculina (las espiguillas más bajas de la  inflorescencia femenina terminal y escondida en la funda superior, el resto hermafrodita o raramente masculina ). Las espiguillas masculinas y femeninas fértiles separadas, en diferentes partes de la misma rama de la inflorescencia (la espiguilla más baja de la inflorescencia, escondida en la vaina de la hoja superior, es femenina). Plantas con cleistogenes ocultos . Las cleistogenes ocultos en las vainas foliares y subterráneas (en las vainas de las hojas radicales: solitario, que carecen de las glumas, con estigmas de hasta 25 mm de largo que se proyectan desde las vainas). Inflorescencia con pocas espigas; un solo pico. Inflorescencia con ejes terminando en espiguillas

## Taxonomía
Libyella cyrenaica fue descrita por (E.A.Durand & Barratte) Pamp. y publicado en Bolletino della Società Botanica Italiana 151. 1925.
Sinonimia
- Poa cyrenaica E.A.Durand & Barratte[3][4]